# Horrendous
Horrendous ist eine US-amerikanische Death-Metal-Band aus Philadelphia, Pennsylvania, und Columbia, South Carolina, die im Jahr 2009 gegründet wurde.

## Geschichte
Die Band wurde Anfang 2009 gegründet. Im Frühling schrieb die Band an einem ersten Demo namens Sweet Blasphemies, das im Sommer aufgenommen wurde und als CD-R über das Myspace-Profil verkauft wurde. Mitte 2010 unterzeichnete die Band einen Vertrag bei Skeleton Plague Records und Dark Descent Records, die zusammen das Demo als Audiokassette mit einer Auflage von 200 Stück wiederveröffentlichten. Im März 2011 erschien eine weitere Auflage. Im Sommer 2010 begann die Band mit den Aufnahmen zum Debütalbum, das 2012 unter dem Namen The Chills bei Dark Descent Records erschien. 2014 folgte bei demselben Label das zweite Album Ecdysis. Das dritte Studioalbum der Band, Anareta, wurde im Oktober 2015 ebenfalls über Dark Descent Records veröffentlicht.

## Stil
Laut Andreas Schiffmann vom Rock Hard hat sich die Band auf Ecdysis vom klassischen Death Metal gelöst, jedoch könne man immer noch die Wurzeln erkennen. Der Albumtitel beschreibe den Vorgang der Häutung im Tierreich. Im Interview mit Schiffmann gab Damian Herring an, dass die Texte sich „um den Abbau von Hemmungen, inneres Wachstum und einen klaren Blick auf die Welt, indem man jeglichen schädlichen Ballast abwirft“ drehen. Mittlerweile lege man Wert auf Texte, wohingegen man auf dem ersten Demo noch Zombie-Geschichten behandelt habe. Die Band sei zwar durch US-amerikanische Bands wie Morbid Angel und Death beeinflusst worden, jedoch bevorzuge man den europäischen Klang, insbesondere den aus Schweden. Auch Schiffmann befand, dass die Gruppe eher wie eine europäische Band klingt. Besonderen Wert legt man laut Herring auch darauf den Bass zu hören, statt die Rhythmusgitarre zu doppeln. In einer Ausgabe zuvor hatte Sebastian Schilling Ecdysis rezensiert. Ähnlich wie Tribulation und Morbus Chron habe die Band nun versucht ihren Death Metal durch klassischen Progressive Rock anzureichern. Zudem sei auch ein leichter Einfluss aus dem Doom Metal hörbar. Die Soli und Riffs würden an die frühen 1980er Jahre erinnern. So hätte das Einstiegsriff des Eröffnungsliedes auch von Judas Priest stammen können. Der Bass werde nicht verzerrt und sei immer gut hörbar. Der Gesang erinnere eher an Karsten Jäger von Disbelief als etwa an Martin van Drunen. In seiner Rezension zum Album gab Christoph Meul von metal.de an, dass hierauf sowohl Einflüsse schwedischer Death-Metal-Bands der 1990er Jahre aus Stockholm und Göteborg, als auch moderne wie von progressiv-psychedelischen Death-Metal-Gruppen wie Tribulation und Morbus Chron zu hören sind. Die Lieder seien abwechslungsreich und individuell.

## Diskografie
- 2009: Sweet Blasphemies (Demo, Eigenveröffentlichung)
- 2012: The Chills (Album, Dark Descent Records)
- 2014: Ecdysis (Album, Dark Descent Records)
- 2015: Anareta (Album, Dark Descent Records)
- 2018: Idol (Album, Season of Mist)
- 2023: Ontological Mysterium (Album, Season of Mist)